# 다이펩타이드

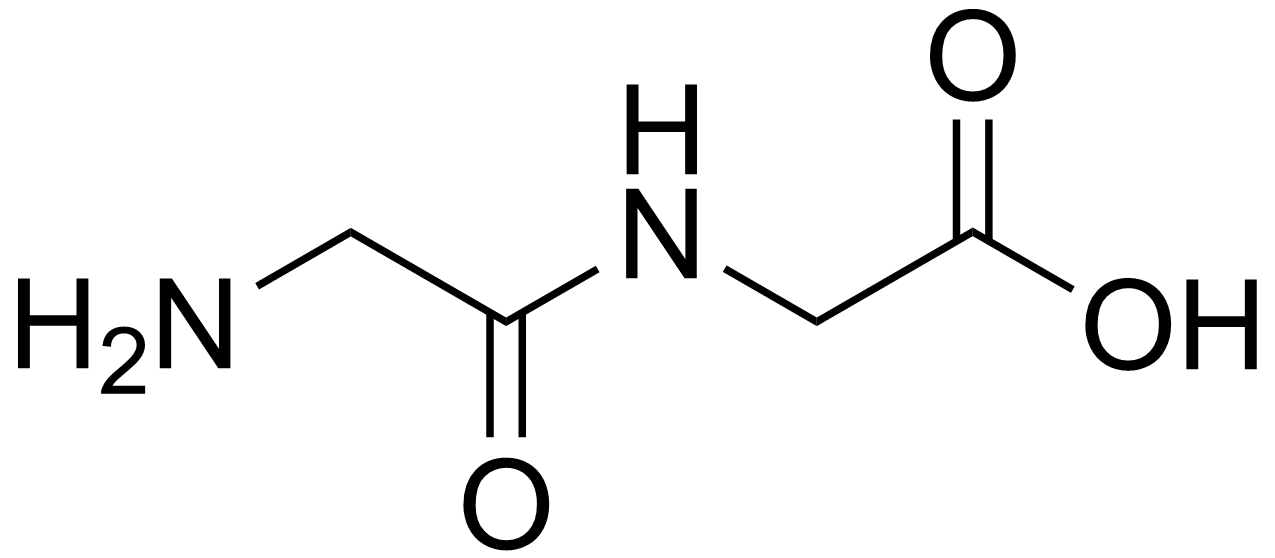
글리실글리신은 가장 단순한 다이펩타이드이다.

다이펩타이드(영어: dipeptide)는 두 개의 아미노산으로 구성된 유기 화합물이다. 다이펩타이드를 구성하는 아미노산은 서로 같거나 다를 수 있다. 다를 경우에는 서열에 따라 두 가지 이성질체가 가능하다. 여러 다이펩타이드는 생리학적으로 중요하며, 일부는 상업적으로도 중요하다. 잘 알려진 다이펩타이드로는 인공 감미료인 아스파탐이 있다.
다이펩타이드는 흰색 고체이다. 많은 다이펩타이드들이 모체가 되는 아미노산보다 훨씬 더 수용성이다. 예를 들어 다이펩타이드인 Ala-Gln은 586 g/L의 용해도를 가지며, Gln의 용해도 35 g/L의 10배 이상이다. 또한 다이펩타이드는 가수분해와 관련하여 다양한 안정성을 나타낼 수 있다. Gln은 살균 절차를 견디지 못하는 반면, 이것의 다이펩타이드는 견뎌낸다. 다이펩타이드는 가수분해되기 쉽기 때문에 영양 제공을 위해 사용된다.

## 예

아스파탐은 인공 감미료로 상업적으로 생산된다.

### 상업적 가치를 지닌 다이펩타이드
대략 6가지의 다이펩타이드가 상업적 관심을 끌고 있다.
- 아스파탐(N-L-α-아스파르틸-L-페닐알라닌 1-메틸 에스터)는 인공 감미료이다.
- 카르노신(β-알라닐-L-히스티딘)과 안세린(β-알라닐-N-메틸 히스티딘)은 근육과 뇌 조직에 고도로 집중되어 있다. 이들은 스포츠 의약품에 사용된다.
- 아세틸카르노신은 백내장 예방에 사용된다.
- Ala-Gln과 Gly-Tyr, 주입시 사용[2]
- Val-Tyr, 항고혈압제

### 기타 다이펩타이드
- 호모안세린(N-(4-아미노뷰티릴)-L-히스티딘)은 포유류의 뇌와 근육에서 확인되는 다이펩타이드이다.
- 다이페닐알라닌은 펩타이드 나노기술에서 가장 많이 연구되는 단위체이다.
- 쿄토르핀(L-티로실-L-아르지닌)은 뇌의 통증 조절에 역할을 하는 신경활성 다이펩타이드이다.
- 발레닌(또는 오피딘)은 (β-알라닐-N τ-메틸 히스티딘)은 여러 종의 포유류(사람 포함)과 닭의 근육에서 확인되었다.
- 글로린(N-프로피오닐-γ-L-글루타밀-L-오르니틴-δ-락 에틸 에스터)은 점균류인 폴리스폰딜리움 비오라세움(Polysphondylium violaceum)에 대한 화학주성 다이펩타이드이다.
- 발레틴(사이클로-[(6-브로모-8-엔-트립토판)-아르지닌])은 해면동물인 게오디아 바레티(Geodia barretti)에서 발견되는 고리형 다이펩타이드이다.
- 슈도프롤린
- 다이알라닌은 일반적으로 분자동역학의 모델로 사용된다.

## 생성

### 합성 다이펩타이드
다이펩타이드는 아미노산들을 결합시켜 생성한다. 첫 번째 아미노산의 아미노기는 비친핵성이 되고, 두 번째 아미노산의 카복실기는 메틸 에스터로 비활성화된다. 두 개의 변형된 아미노산은 결합제의 존재 하에 결합되어 아마이드 결합의 형성을 촉진한다.
RCH(NHP)CO2H  +  R'CH(NH2)CO2CH3   →   RCH(NHP)C(O)NH(CHR')CO2CH3  +  H2O
이러한 결합 반응에 이어, 아민 보호기 P 및 에스터는 각각 유리 아민 및 카복실산으로 전환된다.
많은 아미노산의 경우 부수적인 작용기들이 보호된다. 펩타이드 결합을 형성하기 위한 아미노기와 카복실기의 축합은 일반적으로 카복실기를 활성화하기 위해 결합제를 사용한다.
베르그만 아즈락톤 펩타이드 합성은 다이펩타이드 제조를 위한 고전적인 유기 합성이다.

### 생합성
다이펩타이드는 가수분해효소인 다이펩티딜 펩티데이스의 작용에 의해 폴리펩타이드로부터 생성된다. 식이 단백질은 다이펩타이드와 아미노산으로 소화되고, 다이펩타이드의 흡수는 별도의 메커니즘을 포함하기 때문에 아미노산보다 더 빠르게 흡수된다. 다이펩타이드는 위에서 발견되는 G 세포를 활성화시켜 가스트린을 분비하게 한다.

## 다이케토피페라진 (고리형 다이펩타이드)

레토시반은 경구용 약물로 연구되고 있는 고리형 다이펩타이드이다.

다이케톤피페라진은 고리형인 다이펩타이드의 특별한 부류이다. 이들은 펩타이드 합성에서 부산물로 형성된다. 많은 다이케토피페라진들이 비표준 아미노산들로부터 생산되었다.

## 같이 보기
- 펩타이드
- 트라이펩타이드
- 테트라펩타이드
- 올리고펩타이드
- 폴리펩타이드
- 고리형 펩타이드